# Соложеник
Соложеник — яично-фруктовое блюдо украинской кухни. Мука входит в состав, но не преобладает над другими продуктами, поэтому соложеники не относятся к мучным блюдам. Имеет аналоги в других народных кухнях: польской, чешской, немецкой. Готовится преимущественно на Пасху. Напоминает блинный пирог. Главной особенностью соложеника является использование большого количества яиц для его приготовления.
Принцип приготовления: желтки, сливки, сахар, масло (если оно есть в рецепте) и муку замешивают в жидкое тесто, которому для большей жидкости в последний момент добавляют небольшое количество взбитых белков. Из такого теста выпекают минимум 3-5 блинов и начиняют их сладким наполнителем (порезанными на кусочки и обжаренными в сливочном масле яблоки, или варенье), после чего поливают взбитыми белками и запекают. Существует и облегченный вариант, где вместо приготовления блинов все компоненты смешивают в однородную массу, заливают сверху взбитыми белками и ставят в печь.

## Виды
- Соложеник вишневый
- Соложеник маковый
- Соложеник полтавский
- Соложеник сметанный
- Соложеник яблочный